# Boris Ščerbina
Boris Jevdokimovič Ščerbina (rusky Борис Евдокимович Щербина, ukrajinsky Борис Євдокимович Щербина; 5. říjen 1919 Debalceve – 22. srpna 1990 Moskva) byl sovětský politik,
který zastával místo místopředsedy Rady ministrů v letech 1984–1989. Během tohoto období dohlížel na krizové řešení dvou velkých katastrof: havárie jaderné elektrárny v Černobylu v roce 1986 a zemětřesení v Arménii v roce 1988. Během řešení situace v Černobylu nařídil evakuaci blízkého města Pripjať 36 hodin po výbuchu.

## Externí odkazy

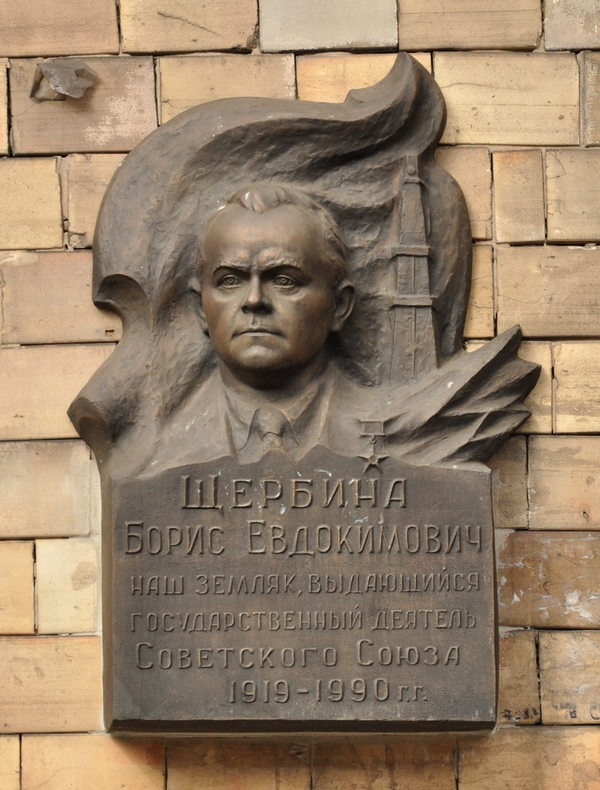
Pamětní deska v Debalceve, Ukrajina